# Шелтон, Юрайа
Юрайа Шелтон (англ. Uriah Shelton; род. 10 марта 1997, Даллас, Техас, США) — американский актёр. Номинант на премию «Молодой актёр» (2008).

## Ранняя жизнь
Родился в Далласе, штат Техас, детство провёл в небольшом городке Магнолия-Спрингс в Алабаме. В подростковом возрасте увлекался смешанными единоборствами.

## Карьера
В 2016 получил главную роль в боевике «Врата воинов», продюсером которого выступил Люк Бессон. Примерно в этот же период Шелтон эпизодически появлялся в сериале Disney Channel «Истории Райли» в роли Джошуа Мэтьюза.
В 2019 снялся в мини-сериале «В поисках Аляски», экранизации одноименного романа писателя Джона Грина.

## Фильмография
| Год       |   | Русское название                | Оригинальное название          | Роль                      |
| --------- | - | ------------------------------- | ------------------------------ | ------------------------- |
| 2007      | с | Без следа                       | Without a Trace                | Бретт Хендрикс (в 11 лет) |
| 2007      | с | Говорящая с призраками          | Ghost Whisperer                | Уильям Тейлор (в детстве) |
| 2008      | ф | Низшее образование              | Lower Learning                 | ученик младших классов    |
| 2009      | с | Всё тип-топ, или Жизнь на борту | The Suite Life on Deck         | принц Джеффи              |
| 2009      | с | Детектив Монк                   | Monk                           | Ники Филлипс              |
| 2010—2013 | с | Болота                          | The Glades                     | Джефф Каргилл             |
| 2011      | с | Р. Л. Стайн: Время призраков    | R.L. Stine's The Haunting Hour | Пит                       |
| 2012—2014 | с | Блю                             | Blue                           | Джош                      |
| 2014—2017 | с | Истории Райли                   | Girl Meets World               | Джошуа Мэтьюз             |
| 2016      | ф | Врата воинов                    | Warriors Gate                  | Джек Бронсон              |
| 2017      | с | 13 причин почему                | 13 Reasons Why                 | Праттерс                  |
| 2018      | с | Романовы                        | The Romanoffs                  | Джулиан Майерс            |
| 2019      | с | В поисках Аляски                | Looking for Alaska             | Лонгвелл Чейз             |
| 2020      | ф | Дичь                            | Freaky                         | Букер Строуд              |
| 2022      | ф | Нелюди                          | Unhuman                        | Дэнни                     |